# 德国表现主义
德国表现主义（英語：German Expressionism）是指一些互相关联的德国艺术运动，从一战前开始，在1920年代的柏林到达顶峰。这些运动属于北欧与中欧表现主义运动的一部分，涉及的领域包括建筑、绘画和电影。

## 重要的电影作品
- 《卡里加里博士的小屋》（1920年，导演：罗伯特·威恩）
- 《不死殭屍—恐慄交響曲》（1922年，导演：F·W·穆瑙）
- 《火星王后》（1924年，导演：保他泽诺夫（英语：Yakov_Protazanov），苏联）
- 《大都会》（1927年，导演：弗里茨·朗）
- 《M就是凶手》（1931年，导演：弗里茨·朗）